# Nigel Martyn
Anthony Nigel Martyn (St Austell, 11 augustus 1966) is een voormalige Engels voetbaldoelman die meer dan vijfhonderd competitiewedstrijden speelde in het Engelse voetbal.

## Clubcarrière
Martyn begon zijn professionele carrière in 1987 toen hij speelde voor Bristol Rovers. Na twee jaar werd hij verkocht aan Crystal Palace, waar hij zeven jaar keepte. In die periode werd hij ook voor het eerst opgeroepen voor de nationale ploeg. In 1996 verliet hij Crystal en ging naar Leeds United, waar hij ook zeven jaar zou verblijven. Hij was zes jaar eerste keuze, totdat de Paul Robinson zijn taak als eerste keeper overnam.
In 2003 kon hij tussen Chelsea FC en Everton FC kiezen, maar bij beide clubs zou hij maar als tweede keeper fungeren. Hij koos voor Everton en door de blessure van Richard Wright werd hij toch voor een hele tijd eerste keeper. Op 8 juni 2006 kondigde Martyn aan te stoppen met voetballen. De reden hiervoor was een slepende enkelblessure.

## Interlandcarrière
Martyn speelde 23 keer voor de Engelse nationale ploeg. Zijn debuut maakte hij op 29 april 1992 in de vriendschappelijke wedstrijd tegen het Gemenebest van Onafhankelijke Staten (2-2) in Moskou. Martyn trad in die wedstrijd na 79 minuten aan als vervanger van Chris Woods. Hij moest David Seaman voor zich dulden als eerste keuze.